# Chieko Miyamoto
Chieko Miyamoto – japońska zapaśniczka w stylu wolnym. Brązowa medalistka mistrzostw Azji w 1997 roku.